# Protitanotherium
Protitanotherium (лат.) — род вымерших млекопитающих из семейства бронтотериевых. Известны из позднего эоцена — олигоцена (46,2—23,03 млн лет назад).
В род включают два известных науке вида, обитавших в Северной Америке и Азии. Protitanotherium emarginatum обнаружен на территории США, штаты Нью-Мексико, Техас и Юта, а Protitanotherium koreanicum — в КНДР. Второй вид в 2008 году объявлен nomen dubium.

## Виды
- Protitanotherium emarginatum Hatcher, 1895 [syn. Protitanotherium superbum Osborn, 1908, Sthenodectes australis Wilson 1977]
- ? Protitanotherium koreanicum Takai, 1939